# Trains de banlieue de Stockholm

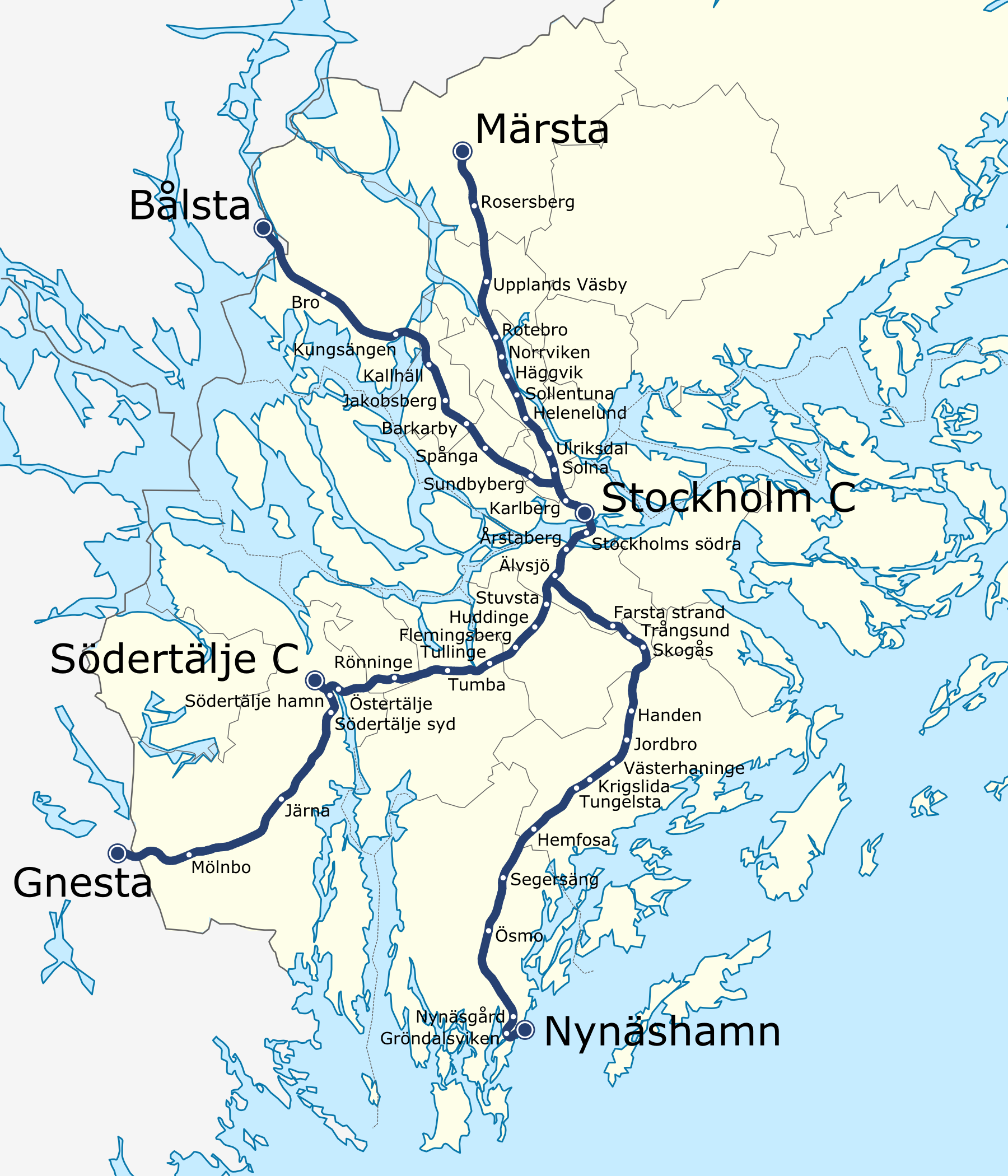
Plan du réseau de trains de banlieue de Stockholm.

Le réseau de trains de banlieue de Stockholm (Stockholms pendeltåg en suédois) est un ensemble de lignes ferroviaires reliant la ville de Stockholm, capitale de la Suède, et ses villes voisines. Le réseau est exploité par la Storstockholms Lokaltrafik, société publique qui gère l'ensemble des transports en commun du comté de Stockholm dont un réseau de bus, de tramway et de métro.
Le réseau est composé de cinq lignes principales, auxquelles s'ajoutent des lignes express qui empruntent les lignes existantes durant les heures de pointe. Il comporte 54 points d'arrêt pour environ 200 km de voies. Il transporte en moyenne 85 millions d'usagers par an.

## Historique
Le réseau a été ouvert en 1968.

## Réseau

### Lignes
Le réseau de trains de banlieue est composé de cinq lignes principales portant les indices 40, 41, 43, 44 et 48, auxquelles s'ajoutent les lignes express 41X, 42X et 43X, empruntant les lignes existantes, lors des heures de pointe. Les identifiants des lignes de trains de banlieue sont compris entre 40 et 48.
| Ligne | Tracé                                            | Temps       | Longueur | Stations |
| ----- | ------------------------------------------------ | ----------- | -------- | -------- |
| 40    | Uppsala C – Stockholm City – Södertälje C        | 1:41        |          | 25       |
| 41    | Märsta – Stockholm City – Södertälje C           | 1:24        | 74 km    | 24       |
| 41X   | Märsta – Stockholm City – Tumba – (Södertälje C) | 1:00 (1:19) |          | 20       |
| 42X   | Märsta – Stockholm City – Älvsjö – (Nynäshamn)   | 0:41 (1:27) |          | 15 (21)  |
| 43    | Bålsta – Stockholm City – Nynäshamn              | 1:45        | 107 km   | 29       |
| 43X   | Kallhäll – Stockholm City – Nynäshamn            | 1:22        |          | 21       |
| 44    | (Bro) – Kallhäll – Stockholm City – Älvsjö       | 0:35 (0:45) |          | 10 (12)  |
| 48    | Södertälje C – Gnesta                            | 0:24        | 30 km    | 6        |
| Total | Total                                            | Total       | 211 km   | 54       |

### Matériel roulant
En service :
- depuis 2005 : SL X60 (en) Alstom Coradia Nordic
- depuis 2016 : SL X60B (en)

Ancien matériel roulant :
- 2002-2005 : DB série 420
- 1968-2011 : SL X1 (en)
- 1983-2017 : SL X10 (en)